# Alcatel
Alcatel là một trong những công ty viễn thông lớn nhất thế giới. Alcatel có trụ sở tại Pháp, cung cấp các giải pháp truyền thông cho các nhà cung cấp dịch vụ viễn thông, các nhà cung cấp dịch vụ Internet và các doanh nghiệp, giúp các đơn vị này cung cấp các dịch vụ về thoại, dữ liệu, và các ứng dụng viễn thông khác cho khách hàng của họ. Doanh số bán ra của Alcatel năm 2005 là 13.1 tỷ Euro. Hiện công ty có 58 nghìn nhân viên, làm việc tại 130 nước, trong đó có Việt Nam.